# De la consolation de la philosophie

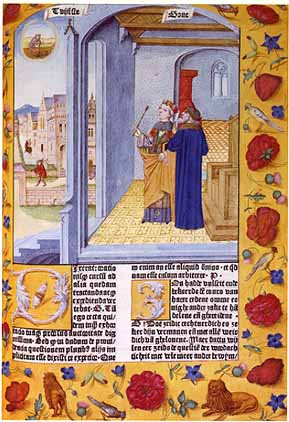
Consolation de Philosophie, édition publiée à Gand en 1485.

De la consolation de la philosophie (latin : De consolatione philosophiae ) est un dialogue philosophique écrit par Boèce vers 524. Il s'agit de l'une des premières grandes œuvres du Moyen Âge. Elle appartient au genre littéraire de la consolation, formellement elle est un prosimetrum (alternance de vers et de prose).

## Influences

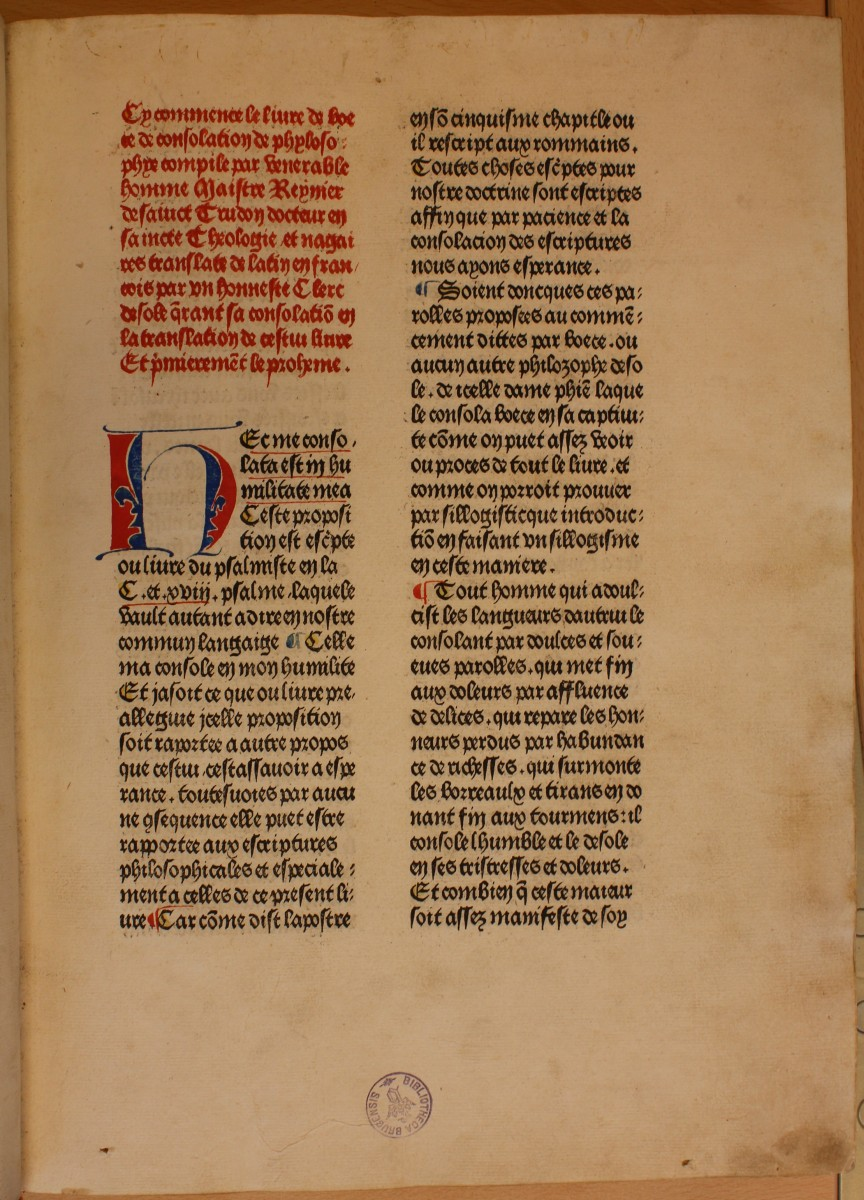
Extrait de la traduction française du De consolatione philosophiae, imprimée en 1477 par Colard Mansion, à Bruges. Conservé à la Bibliothèque publique de Bruges.

L'œuvre hérite son titre de la tradition stoïcienne (Sénèque a écrit trois consolations adressées à Marcia, Helvia et Polybius), mais aussi des développements sur le thème fondamental du Destin. Le discours de l'allégorie de Philosophie peut aussi rapprocher le texte du genre protreptique en usage chez les stoïciens.
Certaines réflexions du Timée de Platon, cité au livre III, ont pu être connues de Boèce par l'intermédiaire des commentaires de Porphyre ou Chalcidius. La captivité et l'injustice se retrouvent dans le Criton et le Phédon.
La matière de la Consolation reprend celle de certains textes de Saint Augustin tels que les Soliloques (dialogue autobiographique) ou De l'ordre (De Ordine) qui traite des thèmes communs de l'ordre du monde, du mal, de la Fortune et de la Providence.
« La mise en scène du dialogue et les poèmes qui en rythment le déroulement libérateur, doivent quelque chose à un autre chef-d'œuvre de l'Antiquité tardive : Les Noces de Mercure et de Philologie de Martianus Capella. »
Une autre œuvre de l'antiquité tardive, la Psychomachie de Prudence, a pour point commun avec la Consolation de Philosophie, l'usage de l'allégorie dans le cadre d'un combat spirituel.
Comme pour les textes de Macrobe, Martianus Capella et Prudence, l'écriture allégorique de la Consolation de Philosophie est influencée par la théorie des quatre sens de l'Écriture.

## Texte
Le texte, écrit en latin et composé de cinq livres, aurait été écrit en prison, alors que Boèce, accusé de trahison par le roi Théodoric le Grand, venait d'être torturé et qu'il attendait son exécution.
Malheureux, en pleurs, se déclarant innocent, Boèce rédige des vers, accompagné par quatre Muses. Puis, une dame fait son apparition et chasse les Muses. Il s'agit de Philosophie, venue pour guérir Boèce de ses maux, car elle est fidèle à tous ceux qui se sont voués à elle. Ils dialoguent alors au sujet de sa condition, en traitant de Dieu, de la providence, de la liberté, du déterminisme, du bonheur, de la vertu, de la justice.
Dans le livre II, Boèce fait usage du topos de la roue de la Fortune.

## Postérité
Alors qu'il est probable que l'ouvrage ait été clandestin et peu diffusé (Cassiodore l'aurait édité), Alcuin (730-804) semble être à l'origine de sa découverte au cours de la renaissance carolingienne. Il en fait une interprétation chrétienne.
Le dialogue est traduit du latin dès le Moyen Âge : en vieil anglais par le roi Alfred le Grand (Mètres de Boèce) et en moyen anglais par Geoffrey Chaucer, en vieux haut-allemand par Notker l'Allemand et en ancien français par Jean de Meung (entre 1300 et 1305).
Loup de Ferrières (Genera metrorum Boethii), Rémi d'Auxerre, Bovon II de Corvey, Adalbold II d'Utrecht, Notker l'Allemand, Guillaume de Conches (entre 1120 et 1125), Nicholas Trivet, Pierre d'Ailly, Josse Bade, Guillaume d'Aragon, Theodor Sitzmann et Jean Bernart ont publié des commentaires de l'œuvre.
Dante Alighieri fait plusieurs fois allusion à l'œuvre de Boèce dans le Convivio, qui est également un prosimètre.
Geoffrey Chaucer utilise des motifs issus de la Consolation de Philosophie dans Troïlus et Criseyde, le Conte du Chevalier et le Conte du Moine (roue de la Fortune).
Pétrarque a pu y trouver une source d'inspiration pour son Secretum, dans lequel il dialogue avec Saint Augustin, et au début duquel une allégorie de la Vérité apparaît. Les dialogues du De remediis utriusque fortunae (en) (Des remèdes aux deux fortunes) traitent, comme la Consolation de Philosophie, des leçons de la sagesse face à l'adversité.
Alain Chartier a écrit vers 1429 le prosimètre le Livre d'Espérance qui utilise de nombreuses allégories.
Alors qu'il attend, comme Boèce, son exécution, Thomas More écrit en 1534 A Dialogue of Comfort against Tribulation (en).
Pierre Cally prépara une édition «ad usum Delphini», publiée en 1680.
Dans La Conjuration des imbéciles de John Kennedy Toole, le livre de Boèce est l'ouvrage préféré du personnage principal Ignatius J. Reilly. Le roman suit l'organisation de la Consolation de Philosophie, un exemplaire du livre de Boèce est également présent dans le roman, ce qui constitue une mise en abyme.
Reconstruction des chansons perdues de La Consolation de philosophie
Des milliers de chansons en Latin ont été enregistrées avec des neumes depuis le neuvième siècle jusqu’au treizième siècle; parmi ces chansons, on trouve des passages poétiques de La Consolation de philosophie mise en musique. Depuis longtemps on croyait que la musique de ce répertoire de chansons était irrémédiablement perdue, car les signes de notation n’indiquaient que le profil mélodique, s’appuyant sur une tradition orale désormais échue pour fournir les détails manquant. Cependant, la recherche de Dr Sam Barrett à l’Université de Cambridge, avec, plus tard, la collaboration de l’ensemble de musique médiévale Sequentia, a montré que les principes de la mise en musique pour cette époque peuvent être identifiés, fournissant des informations cruciales pour permettre des réalisations modernes. Sequentia a donné la première mondiale des chansons reconstruites de la Consolation de Philosophie à Pembroke College, Cambridge, en avril 2016, redonnant vie à de la musique qu’on n’avait pas entendue depuis un millénaire; certaines de ces chansons ont été enregistrées par la suite sur le CD Boethius: Songs of Consolation. Metra from 11th-Century Canterbury (Glossa, 2018). Un site internet, créé par Dr Sam Barrett et L’Université de Cambridge en 2018, fournit des détails sur le procédé de reconstruction, et réunit manuscrits, enregistrements musicaux, vidéos, et une édition de ces chansons reconstruites.

## Éditions et traductions

### Manuscrits
- Sydney, University of Sydney, Rare Books Library, Nicholson, 7, 84 f., XV

### Éditions
- Hugh Fraser Stewart, Edward Kennard Rand and Stanley Jim Tester, 1re éd. : Cambridge, Mass. ; Londres : Harvard university press ; Heinemann, 1918. 2e éd. : 1926. « Nouvelle éd. » : 1973. Réimpr. : [...] 1990, xv-[442] p. Coll. : « The Loeb classical library », 74
- Claudio Moreschini, 1re éd. Leipzig : Teubner, 2000. 2e éd. : Münich : Saur, 2005, xxi-[263] p. Coll. « Bibliotheca scriptorum graecorum et romanorum Teubneriana »

### Traductions en français
- Léon Colesse, Paris, 1771 (rééd. 1835), à consulter sur mediterranees.net
- Louis Judicis de Mirandol, Paris, 1861, à consulter sur Gallica, réédition  Édition de la Maisnie, 1981avec un avant-propos de Jean Robin[5].
- Colette Lazam, Paris et Marseille, Rivages (Petite Bibliothèque Rivages), 1989 [réimpr.: 1991]
- Jean-Yves Guillaumin, Paris, Les Belles Lettres, 2002
- Alain Galonnier et Jean-Louis Charlet, Louvain, Peeters Publishers, (coll. Philosophes Médiévaux), 2022.